# 말리의 역사
말리의 역사는 서아프리카와 마그레브를 연결하는 사하라 종단 무역에서 그것의 역할에 의해 지배된다. 팀북투는 사하라 사막의 남쪽 변두리와 나이저강에 인접해 있으며, 13세기부터 말리 제국의 성립과 함께 사하라 사막을 횡단하는 무역에 중요한 역할을 해왔다.

## 선사 시대

### 구석기 시대
사하라 사막은 종종 더 건조했지만, 또한 오늘날보다 오랫동안 더 비가 많이 내렸다. 그래서 물을 저장하는 타실리나제르에 있는 티호다네 호수와 같은 호수를 제외하고는 32만 5천년 전에서 29만년 전, 28만 2만 5천년 전은 인간이 살 수 없는 장소였다. 사막은 이 시대와 다른 건조한 시기에 북쪽과 남쪽까지 반복적으로 뻗어 있었고, 사구의 모래언덕은 오늘날의 사하라 국경 너머 훨씬 너머에서 발견된다. 인간의 흔적은 비가 오는 녹색 단계에서만 기대할 수 있다. 해부학적으로 현생 인류는 아마도 30만년에서 20만년 전 사하라 이남의 고립된 단계에서 발달했을 것이고, 그 당시 물이 풍부한 지역은 이미 20만년 전에 녹색의 긴 단계에 있었을 가능성이 있다. 심지어 약 125,000년에서 110,000년 전까지만 해도 수많은 동물 종들이 북쪽으로 퍼지게 한 적절한 수로망이 있었고, 그 후에 인간 사냥꾼들이 있었다. 한때 360,000 km2 이상을 덮었던 차드 메가 호수와 같은 거대한 호수들이 이에 기여했다. 반면에, 사막은 7만에서 5만 8천년 전에 다시 남북으로 멀리 뻗어있었고 따라서 극복하기 어려운 장벽을 상징했을 가능성이 크다. 또 다른 녹색 단계는 5만년에서 4만 5천년 전에 이어졌다.
말리에서의 발견 상황은 북부 이웃 국가들보다 덜 호의적이다. 반디아가라 인근 도곤 고원의 오운주구 단지에서 발굴된 결과, 사냥꾼과 채집인들이 15만년 이상 전에 이 지역에 살았다는 것이 밝혀졌다. 70,000년에서 25,000년 전으로 거슬러 올라가는 것은 확실하다. 구석기 시대는 말리에서 아주 일찍 끝났는데, 25,000년에서 20,000년 전 사이에 또 다른 극단적인 건조기, 즉 사바나 풍경이 끝날 무렵에 오골리아가 있었기 때문이다.

### 신석기 시대
마지막 빙하기의 마지막 최대 팽창이 끝난 후, 기후는 오늘날보다 훨씬 더 높은 습도로 특징지어졌다. 나이저강은 팀북투와 아라우아네 주변 지역에 거대한 내륙 호수를 만들었으며, 차드에도 비슷한 크기의 호수를 만들었다. 동시에, 말리 북부의 사바나 풍경과 풍경은 오늘날의 남쪽의 특징과 비슷하다. 기원전 9500년경 마지막 빙하기 이후의 추운 시기인 영거 드라이아스 이후에 시작된 습기 단계는 기원전 5000년경이었다.
신석기 시대, 사람들이 예전처럼 사냥, 낚시, 채집 대신 점점 더 많은 식량을 생산하던 시기, 이 습한 시기에 발전했다. 이것은 보통 세 부분으로 나뉘는데, 뚜렷한 건조 단계에 의해 서로 분리된다. 수수와 기장은 기원전 8000년경에 심어졌다. 현재 사하라 사막에는 소떼가 서식하고 있으며, 소는 아프리카에서 처음 길들여진 반면, 양과 염소는 서아시아에서 훨씬 후에야 추가되었다.

## 말리 제국
말리 제국은 서아프리카에서 가장 큰 제국이었으며, 서아프리카의 언어, 법률, 관습의 확산을 통해 서아프리카의 문화에 깊은 영향을 미쳤다.
19세기까지 팀북투는 이슬람 세계의 남서쪽 외곽의 전초기지이자 사하라 종단 무역의 중심지로서 중요했다.
만딩고족은 1230년부터 1600년까지이다. 이 제국은 순디아타 케이타에 의해 세워졌고, 특히 만사 무사 1세의 부로 알려지게 되었다. 말리 제국은 나이저강을 따라 언어, 법률, 풍습이 전파되는 등 서아프리카에 많은 문화적 영향을 끼쳤다. 그것은 넓은 지역에 걸쳐 퍼져있었고 수많은 신하 왕국들과 지방들로 이루어져 있었다.
말리 제국은 15세기부터 약해지기 시작했지만, 15세기에는 여전히 지배적이었다. 그것은 16세기까지 살아남았지만, 그 무렵에는 이전의 힘과 중요성을 많이 잃었다.

## 송가이 제국
말리 제국은 14세기 중반까지 약화되기 시작했다. 송가이족은 이를 이용하여 독립을 주장하였다. 송가이족은 가오를 수도로 삼았고, 서사헬로 제국의 확장을 시작했다. 그리고 1420년까지, 송가이족은 마시나로부터 조공을 받을 만큼 충분히 강해졌다. 신흥 송가이 제국과 쇠퇴한 말리 제국은 14세기 후반과 15세기 내내 공존했다. 15세기 후반에 팀북투의 지배권은 송가이 제국으로 넘어갔다. 이 시기에 21세기에 태어난 후계자가 있을 것이라는 예언이 있었다.

## 제국 이후 (1591년~1892년)
송가이 제국은 결국 모로코 사디 왕조의 압력으로 무너졌다. 전환점은 1591년 3월 13일 톤디비 전투였다. 이후 모로코는 17세기 말까지 가오, 팀북투, 젠네 등의 무역로를 통제했다.
송가이 제국이 붕괴된 후, 이 지역을 통치하는 국가는 단 한 곳도 없었다. 모로코는 국토의 일부 지역만을 점령하는데 성공했고, 심지어 그들이 통치하려고 했던 지역들에서도 그들의 지위는 약했고 경쟁자들에 의해 도전을 받았다. 몇몇 작은 후계국들이 생겨났다.

## 프랑스령 수단 (1892년~1960년)
말리는 1892년에 프랑스의 식민지 지배를 받았다. 1893년, 프랑스는 프랑스령 수단이라고 불리는 지역의 민간 총독을 임명했지만, 프랑스 통치에 대한 저항은 계속되었다. 1905년까지 이 지역의 대부분은 프랑스의 확고한 통제하에 있었다.
프랑스령 수단은 프랑스령 서아프리카 연방의 일부로서 관리되었고, 서아프리카 연안의 프랑스 식민지에 노동력을 공급했다. 1958년에 수단 공화국은 완전한 내부 자치권을 얻었고 프랑스 공동체에 가입했다. 1959년 초에 수단과 세네갈은 말리 연방을 결성했다. 1960년 3월 31일 프랑스는 말리 연방의 완전한 독립에 동의했다. 1960년 6월 20일 말리 연방은 독립하였고, 모디보 케이타는 초대 대통령이 되었다.

## 독립 (1960년~현재)
1960년 8월 세네갈이 연방에서 탈퇴하자, 구 수단 공화국은 1960년 9월 22일 말리 공화국이 되었다.
수단 연합(US/RDA) 정당이 (아프리카 민주 연합의 일원으로서) 독립 이전의 정치를 지배했던 모디보 케이타 대통령은 단당제 국가를 선언하고 광범위한 국유화에 기초한 사회주의 정책을 추구하기 위해 빠르게 움직였다. 케이타는 프랑스 공동체에서 탈퇴했고, 또한 동구권과도 긴밀한 관계를 유지했다. 지속적인 경제 악화로 인해 1967년 CFA 프랑에 재가입하고 경제적 과잉을 일부 수정하기로 결정했다.
1962년에서 1964년 사이에 북부 말리에서는 투아레그 반란이 있었다.

## 같이 보기
- 아프리카의 역사
- 말리의 대통령